# Distretto di Jodhpur
Il distretto di Jodhpur è un distretto del Rajasthan, in India, di 2 880 777 abitanti. È situato nella divisione di Jodhpur e il suo capoluogo è Jodhpur.